# Gretchen am Spinnrade
«Margarita en la rueca» (D 118) (en alemán, «Gretchen am Spinnrade») es un lied compuesto por Franz Schubert en 1814 y publicado en 1821 como Op. 2, sobre un texto proveniente del Fausto de Goethe. Está escrito para soprano y piano, aunque también se ha adaptado para mezzosoprano, para orquesta y para piano solo (por Franz Liszt).
Ante el éxito del estreno de su «Misa en Fa» (primera obra pública del compositor), Schubert reaccionó encerrándose en una habitación a componer. Proceso en el cual, compuso «Gretchen am Spinnrade». Esta obra es la primera con texto de Goethe y el primer lied público que Schubert compuso. 
Para la musicología, «Gretchen am Spinnrade» marca un punto importante puesto que el verdadero nacimiento del género lied es considerado responsabilidad de Schubert y en este orden de ideas; concretamente con "Gretchen am Spinnrade". Si bien existen muchos lieder anteriores a Schubert, su estructura y estilo marcan el comienzo del género en miras a la música del periodo romántico. En esta obra se observa una evolución del papel del piano dentro de este género, ya no tiene función de bajo continuo, ahora participa activamente dentro de la obra aportando material a la interpretación.

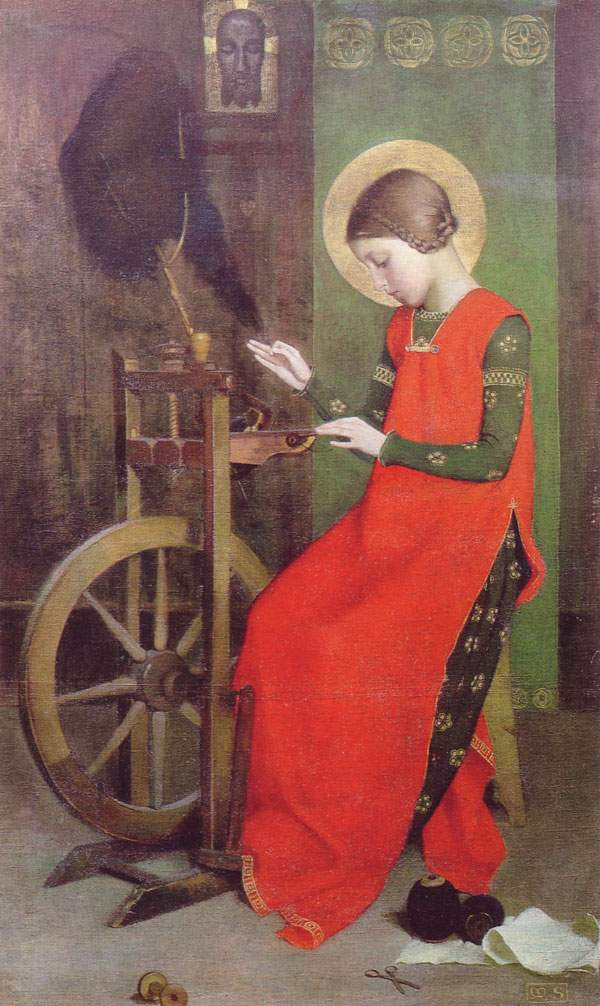
Santa Isabel de Hungría hilando para los pobres, imagen de rueca de tipo castillo.

## Historia
La historia cuenta que Fausto, quien es un mago, invoca al Diablo. Mefistófeles se le hace presente y Fausto le vende su alma a cambio de algunos años de sabiduría o a cambio de una juventud eterna. Rejuvenecido, y con ayudas de Mefistófeles, Fausto logra seducir y enamorar a la bella y dulce Gretchen. El texto utilizado en el lied, nos muestra a Margarita (en alemán Gretchen)  hilando en su rueca, pensado en Fausto. 

### Texto
| Texto original en alemán | Traducción al español |
| --- | --- |
| Meine Ruh’ ist hin, Mein Herz ist schwer, Ich finde sie nimmer Und nimmermehr. Wo ich ihn nicht hab Ist mir das Grab, Die ganze Welt Ist mir vergällt. Mein armer Kopf Ist mir verrückt, Mein armer Sinn Ist mir zerstückt. Nach ihm nur schau ich Zum Fenster hinaus, Nach ihm nur geh ich Aus dem Haus. Sein hoher Gang, Sein’ edle Gestalt, Seine Mundes Lächeln, Seiner Augen Gewalt, Und seiner Rede Zauberfluß, Sein Händedruck, Und ach, sein Kuß! Mein Busen drängt sich Nach ihm hin. Ach, dürft ich fassen Und halten ihn, Und küssen ihn, So wie ich wollt, An seinen Küssen Vergehen sollt! | Desapareció mi sosiego y me pesa el corazón, nunca conseguiré hallar la paz. Soy como una muerta si él no está junto a mí. El mundo entero carece de atractivo. Enajenada tengo mi pobre cabeza, y todos mis sentidos deliran incoherentes. Si miro por la ventana, sólo a él mis ojos buscan. Únicamente por encontrarlo salgo fuera de casa. Su caminar altivo, su noble figura, la sonrisa de su boca y el fuego de su mirada. El fluir encantador de sus palabras, la caricia de sus manos, ¡Oh! ¡Y sus besos ardientes! Mi pecho hacia él se enarca en poderoso impulso. ¡Si pudiera tomarlo, retenerlo junto a mí, y besarlo, hasta saciar mis ansias, hasta quedarme muerta bajo sus labios! |

## Música

### Análisis de la obra
Si analizamos el texto, vemos que la primera estrofa (A) aparece constantemente cada dos estrofas, a modo de ritornello  (ejemplo compás 1). Esta obra tiene forma rondó (A-B-A-C-A-D-A…).

El movimiento de la rueca aparece reflejado usando diferentes recursos:
- El diseño de la melodía de la mano derecha, es un ostinato rítmico, que proporciona una idea de movimiento circular, como el que realiza la rueca.
- La mano izquierda del piano, haciendo corcheras en staccato, también a modo de ostinato, representa los latidos del corazón de la Gretchen y su malestar y angustia.
- Por otro lado, Schubert nos representa el pensamiento de Gretchen con el canto de la soprano. La letra nos explica con palabras lo que le sucede a la protagonista y la melodía de la voz expresa lo que siente. La música va acorde al sentimiento negativo que sufre la protagonista.
- La estructura del texto (rondó), con la primera estrofa apareciendo constantemente, facilita pensar en un movimiento circular, que pasa siempre por el mismo sitio. Simboliza la preocupación y angustia de Gretchen y el camino que toman sus pensamientos, siempre volviendo al mismo lugar.
- La obra está escrita en re m. Esta tonalidad se mantiene durante toda la obra excepto en la estrofa "Nach ihm..." (C) que modula al relativo mayor (Fa M). Posteriormente vuelve a re m. Schubert lo escribe así porque durante todo el poema Gretchen está teniendo pensamientos negativos porque no tiene el amor que ella desea. Pero en la estrofa "Nach ihm..." (C) idolatra a su amado y desaparece la angustia y se centra en todo aquello que le gusta de Fausto. Estas imágenes que va describiendo provocan que entre en un estado agradable. Schubert hace desaparecer la inquietud de la mano izquierda y nos escribe blancas dándonos estabilidad. pero a medida que va avanzando la estrofa Gretchen se va alterando imaginándose su amor acercándose a ella (accelerando escrito) hasta que éste la besa: "Sein Kuss!". Este es el punto culminante de la fantasía que ocupa la mente de Gretchen.
- Los siguientes cuatro compases representan el tiempo que necesita Gretchen para volver a la realidad y recuperarse del mareo que le ha causado su fantasía. Volvemos a re m, estrofa A, con el mismo carácter que encontrábamos al principio.
- En la última estrofa (D) aparece otro cambio. Schubert escribe accelerando otra vez porque el estado de ánimo de la protagonista se va alterando cada vez más porque quiere tener a su amado con ella pero se da cuenta de que éste no está. Es por eso que la melodía de esta estrofa va subiendo cada vez más hacia el agudo, cantando la nota más aguda que encontramos en la obra (la 4), la cual simboliza un grito de desesperación de la protagonista.
- Para acabar, y confirmando la forma rondó, Schubert vuelve a escribir "Meine Ruh' ist hin..." (A). Esta vez escribe solo el comienzo de la estrofa para recordarnos todo lo anterior y porque Gretchen se está recomponiendo de la estrofa D.

### Estructura de la partitura
- Compás 1-12: A (re m)
- Compás 13-30: B
- Compás 31-41: A
- Compás 42-68: C (Fa M)

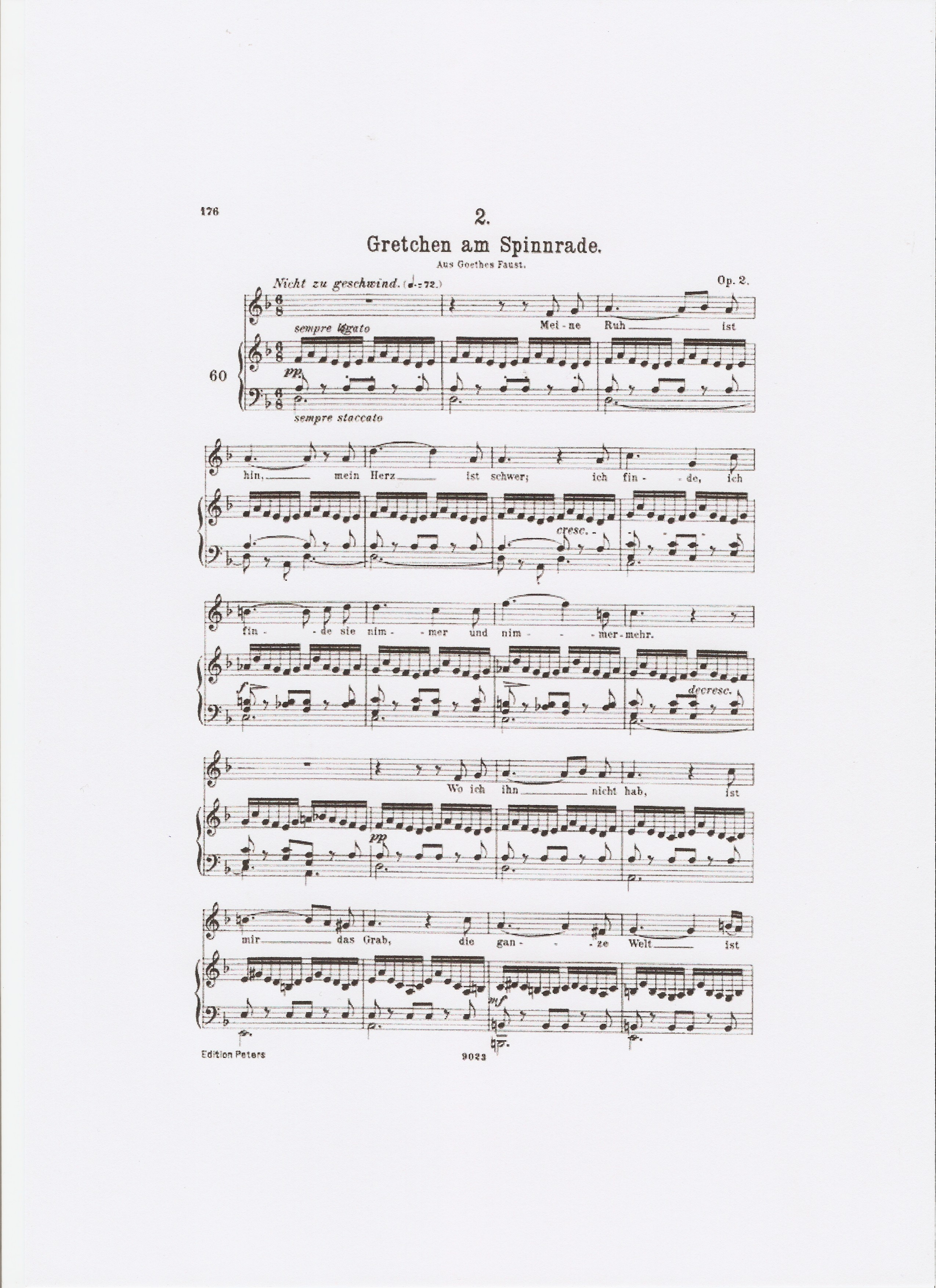
Primera página de Margarita en la rueca

- Compás 69-72: Transición hacia A (vuelta a la calma de Gretchen)
- Compás 73-83: A
- Compás 84-112: D
- Compás 113-120: A

## Grabaciones
De las 130 grabaciones existentes las más destacadas son las de
sopranos
- Elisabeth Schwarzkopf y Gerald Moore
- Elly Ameling y Jörg Demus
- Elly Ameling y Dalton Baldwin
- Barbara Bonney y Geoffrey Parsons
- Jessye Norman
- Irmgard Seefried
- Elisabeth Schumann
- Margaret Price
- Lucia Popp
- Lisa Della Casa.
- Gundula Janowitz
- Arleen Auger
- Evelyn Lear
- Renee Fleming y Christoph Eschenbach
- Dawn Upshaw y Richard Goode
- Kiri Te Kanawa y Richard Amner

y mezzosopranos
- Brigitte Fassbaender y Erik Werba
- Janet Baker y Gerald Moore.
- Bernarda Fink y Gerald Huber
- Anne Sofie von Otter, Lieder de Schubert con la Orquesta de CD, acompañado por la Orquesta de Cámara de Europa dirigida por Claudio Abbado.
- Kathleen Ferrier
- Christa Ludwig